# Meridià 20 a l'oest
El meridià 20 a l'oest de Greenwich és una línia de longitud que s'estén des del pol Nord travessant l'oceà Àrtic, Groenlàndia, l'oceà Atlàntic, l'oceà Antàrtic, i l'Antàrtida fins al pol Sud.
El meridià 20 a l'oest forma un cercle màxim amb el meridià 160 a l'est. Com tots els altres meridians, la seva longitud correspon a una semicircumferència terrestre, uns 20.003,932 km. Al nivell de l'Equador, és a una distància del meridià de Greenwich de 2.226 km.

## De Pol a Pol
Començant en el pol Nord i dirigint-se cap al pol Sud, aquest meridià travessa:
| Coordenades                             | País, territori o mar | Notes                                                                              |
| --------------------------------------- | --------------------- | ---------------------------------------------------------------------------------- |
| 90° 0′ N, 20° 0′ O / 90.000°N,20.000°O  | Oceà Àrtic            |                                                                                    |
| 81° 33′ N, 20° 0′ O / 81.550°N,20.000°O | Groenlàndia           |                                                                                    |
| 78° 49′ N, 20° 0′ O / 78.817°N,20.000°O | Jøkelbugten           |                                                                                    |
| 77° 59′ N, 20° 0′ O / 77.983°N,20.000°O | Groenlàndia           | Illa Gamma i Terra Germània                                                        |
| 76° 55′ N, 20° 0′ O / 76.917°N,20.000°O | Badia de Dove         |                                                                                    |
| 76° 15′ N, 20° 0′ O / 76.250°N,20.000°O | Groenlàndia           | Continent, illa de Kuhn, i novament el continent                                   |
| 74° 16′ N, 20° 0′ O / 74.267°N,20.000°O | Oceà Atlàntic         | Mar de Groenlàndia                                                                 |
| 66° 2′ N, 20° 0′ O / 66.033°N,20.000°O  | Islàndia              |                                                                                    |
| 63° 32′ N, 20° 0′ O / 63.533°N,20.000°O | Oceà Atlàntic         |                                                                                    |
| 60° 0′ S, 20° 0′ O / 60.000°S,20.000°O  | Oceà Antàrtic         |                                                                                    |
| 73° 25′ S, 20° 0′ O / 73.417°S,20.000°O | Antàrtida             | Frontera entre reivindicacions territorials a l'Antàrtida del Regne Unit i Noruega |